# Jelena Petrova
Jelena Petrova, född den 13 oktober 1966 i Sankt Petersburg, Ryssland, är en fransk judoutövare.
Hon tog OS-brons i damernas halv mellanvikt i samband med de olympiska judotävlingarna 1992 i Barcelona.